# Krigsherre

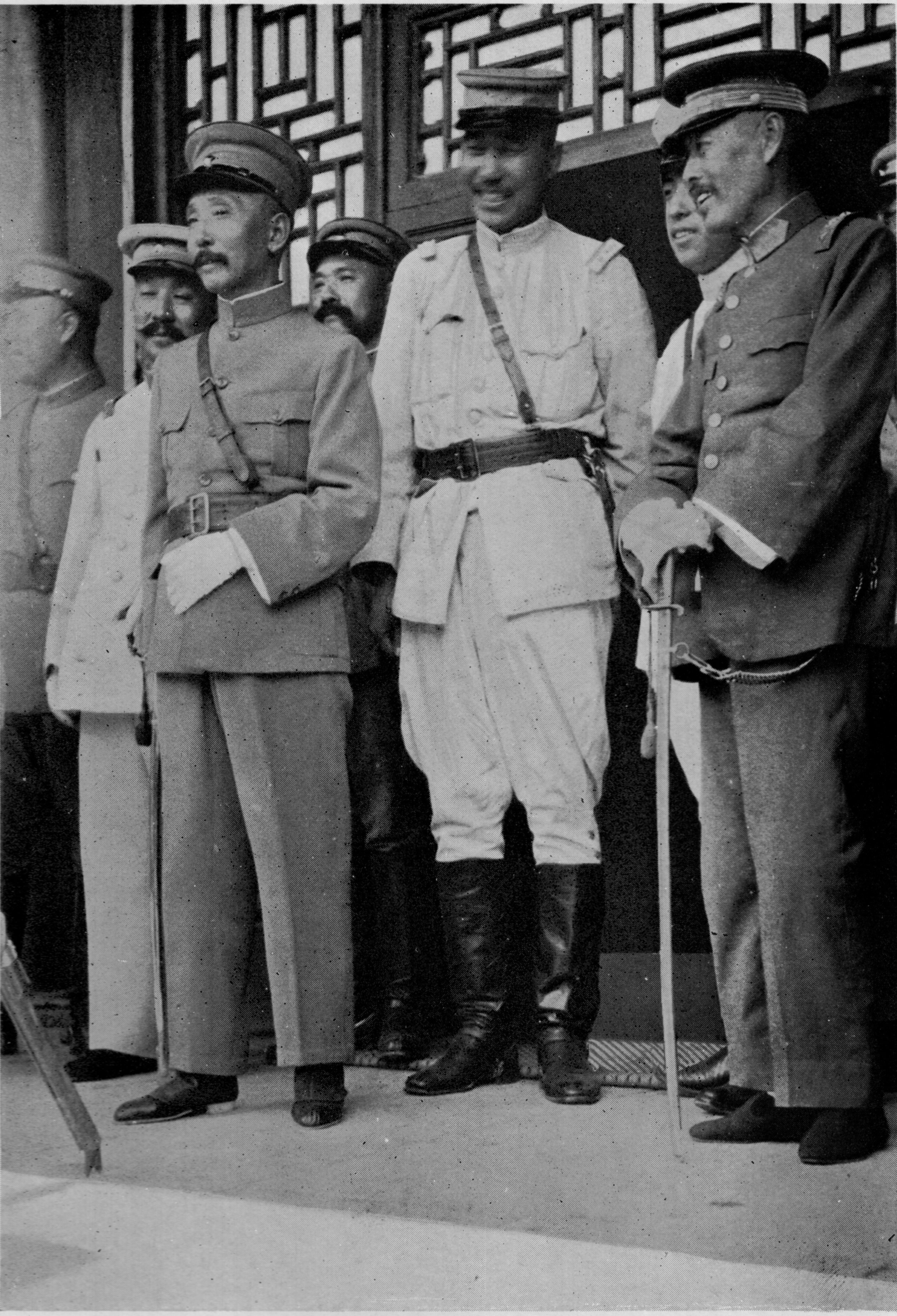
Möte mellan de kinesiska krigsherrarna Zhang Zuolin (vänster), Zhang Zongchang (mitten) och Wu Peifu (till höger) den 28 juni 1926.

En krigsherre är en militär ledare som utövar formell eller informell politisk makt i ett land med svag central makt. Tidigare betecknade begreppet krigsherre statschefen i en monarki
som innehade rätten att förklara krig och som var högste befälhavare över monarkins krigsmakt.
Termen krigsherre används ofta av massmedia som beteckning på klanledare eller liknande som i en oroshärd, till exempel ett krigsdrabbat land, har kontroll över ett område. Krigsherrar förekommer i de flesta väpnade konflikter då officiella kontrollfunktioner, till exempel landets försvarsmakt eller rättssystem, inte har kontroll över situationen. Nutida exempel på länder som helt eller delvis kontrolleras av krigsherrar är Somalia och Afghanistan.

## Krigsherrar i Kina
I kinesisk historia har ofta krigsherrar fått stort inflytande då en dynasti hamnat i förfall, ibland har krigsherrar lyckats grunda egna dynastier och på så sätt legitimera sin makt. 
I Kina används termen krigsherre ofta för de olika militärguvernörer (dudu 都督, senare dujun 督军) som fick en stor betydelse i landets politik från 1910-talet fram till den japanska invasionen 1937. Bland de viktigaste krigsherrarna räknas bland annat Duan Qirui, Feng Yuxiang, Wu Peifu och Zhang Zuolin.